# Častolovice
Častolovice (in tedesco Tschastolowitz) è un comune mercato della Repubblica Ceca facente parte del distretto di Rychnov nad Kněžnou, nella regione di Hradec Králové.

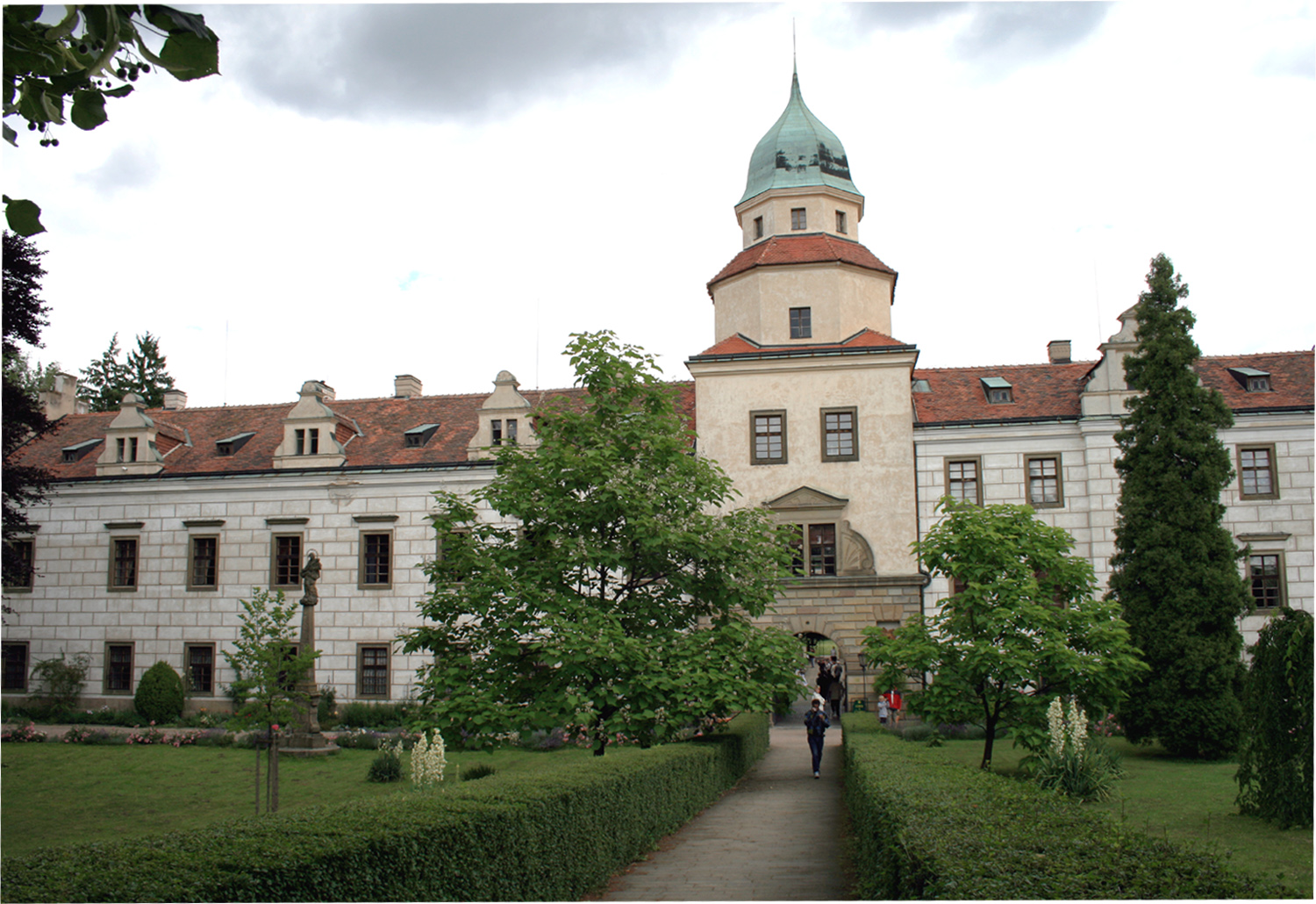
Entrata al castello

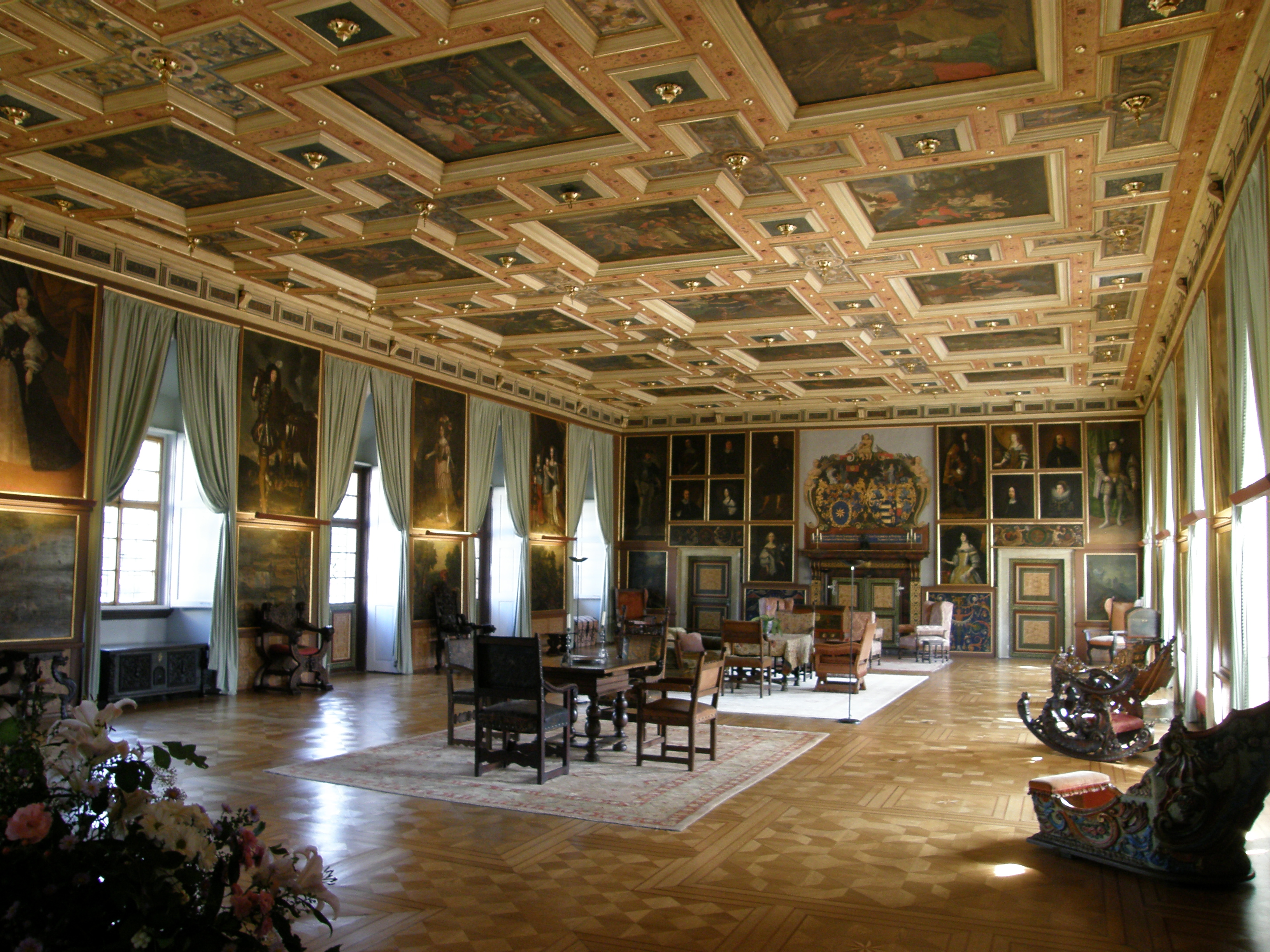
Salone

## Il castello
È un castello rinascimentale degli anni 1588-1664, edificato sulle rovine di una più antica rocca.  Nel XIX secolo furono introdotte delle modifiche in stile neogotico, eliminate durante l'ultima ricostruzione, avvenuta dopo l'anno 1900, quando il castello fu riportato all'originario aspetto rinascimentale.
Gli interni storici conservano una importante collezione di dipinti (galleria di famiglia degli Štemberk, galleria dei re di Boemia).
Nel parco all'inglese, di notevole interesse naturalistico e paesaggistico, è ospitato anche un piccolo giardino zoologico.
Alla fine del XX secolo il castello è tornato di proprietà della famiglia Štemberk.